# Wergu Kulon
Wergu Kulon is een bestuurslaag in het regentschap Kudus van de provincie Midden-Java, Indonesië. Wergu Kulon telt 3259 inwoners (volkstelling 2010).